# Резолюція Генеральної Асамблеї ООН 2 (I)
Резолю́ція Генера́льної Асамбле́ї ООН 2 (I) «Пра́вила що́до мо́в» — резолюція, якою впроваджено мовні правила ООН та встановлено офіційними мовами ООН (крім Міжнародного суду) англійську, іспанську, китайську, російську та французьку, а робочими мовами Секретаріату – англійську та французьку. Ухвалена 1 лютого 1946 року без голосування під час 21-го пленарного засідання Генеральної Асамблеї.